# Silence Between Songs
Silence Between Songs (en español: Silencio entre canciones) es el segundo álbum de estudio de la cantautora estadounidense Madison Beer. Fue lanzado el 15 de septiembre de 2023 a través de Epic Records y Sing It Loud. Sirve como una continuación del álbum de estudio debut de Beer, Life Support (2021), y ha generado cinco sencillos antes de su lanzamiento: «Reckless», «Dangerous», «Showed Me (How I Fell in Love with You)», «Home to Another One» y «Spinnin».

## Antecedentes
Beer lanzó su álbum de estudio debut, Life Support, el 26 de febrero de 2021. Poco después, comenzó su segunda gira como titular, The Life Support Tour.

El 31 de mayo de 2023, dos días antes del lanzamiento del cuarto sencillo del álbum, «Home to Another One», Beer anunció oficialmente el título y la fecha de lanzamiento del álbum. El 9 de agosto de 2023, Beer reveló la lista de canciones en sus cuentas de redes sociales.
Empecé muy joven haciendo esto, y siento que he tenido unos 12 años muy ocupados en la industria y me convencí de que los momentos en los que hacía música y cuando estaba de gira y cuando estaba más ocupada fue cuando estaba creciendo. A medida que crecí un poco, me di cuenta de que en realidad fueron los momentos en los que pude desconectarme del ruido y pude estar sola, reflexionar realmente y estar más aislada donde más he crecido. Entonces, es el silencio entre canciones y cuando se apaga el ruido es cuando siento que he aprendido quién soy más.

—Beer hablando sobre el álbum

## Sencillos
«Reckless» fue lanzado como el sencillo principal del álbum el 4 de junio de 2021. La canción alcanzó la posición número 38 en la lista estadounidense Manstream Top 40. Un videoclip acompañante fue lanzado el 29 de junio de 2021 a través de YouTube.
«Dangerous» fue lanzada como el segundo sencillo el 22 de agosto de 2022, mientras que «Showed Me (How I Fell in Love with You)» fue lanzada como el tercer sencillo el 15 de octubre de 2022.
«Home to Another One» fue lanzada como el cuarto sencillo el 2 de junio de 2023, mientras que «Spinnin» fue lanzada como el quinto sencillo el 18 de agosto de 2023.

## Recepción crítica
Abigail Firth de Dork mencionó que el álbum «se siente más coherente sonoramente que el primer disco de Madison, literal y figurativamente entrando en su ritmo con un disco que es sorprendentemente genial». Thomas Smith de NME mencionó que el álbum tiene «demasiadas baladas genéricas, cargadas de cuerdas, y una sensación de parada y arranque en el disco, una frustración dado lo vivificantes que son sus agudos»; sin embargo, notó que «se siente como un disco que Beer ha estado desesperada por hacer desde el principio: ha recorrido un largo camino en su tiempo en el centro de atención, pero ahora finalmente estamos conociendo su verdadero sonido».

## Lista de canciones
| Silence Between Songs |                                           |                                                                          |                                 |          |  |
| N.º                   | Título                                    | Escritor(es)                                                             | Productor(es)                   | Duración |  |
| 1.                    | «Spinnin»                                 | Madison Beer Jeremy Dussolliet Leroy Clampitt Tim Sommers                | Beer Clampitt One Love          | 2:46     |  |
| 2.                    | «Sweet Relief»                            | Beer Clampitt Lucy Healey Sommers                                        | Beer Clampitt One Love          | 2:41     |  |
| 3.                    | «Envy the Leaves»                         | Beer Clampitt Dussolliet Sommers                                         | Beer Clampitt One Love          | 3:19     |  |
| 4.                    | «17»                                      | Beer Clampitt Dussolliet                                                 | Beer Clampitt                   | 3:36     |  |
| 5.                    | «Ryder»                                   | Beer Clampitt Dussolliet Sommers                                         | Beer Clampitt One Love          | 4:06     |  |
| 6.                    | «Nothing Matters but You»                 | Beer Fred Ball Healey                                                    | Beer Ball Clampitt              | 2:45     |  |
| 7.                    | «I Wonder»                                | Beer Ball Clampitt Healey                                                | Beer Ball Clampitt              | 2:37     |  |
| 8.                    | «At Your Worst»                           | Beer Clampitt Healey Sommers                                             | Beer Clampitt One Love          | 2:58     |  |
| 9.                    | «Showed Me (How I Fell in Love with You)» | Beer Clampitt Dussolliet Harold Eugene Clark James Roger McGuinn Sommers | Beer Clampitt One Love          | 3:15     |  |
| 10.                   | «Home to Another One»                     | Beer Clampitt Healey Sommers                                             | Beer Clampitt One Love          | 2:29     |  |
| 11.                   | «Dangerous»                               | Beer Clampitt Dussolliet James Francies Sommers Tobias Jesso Jr.         | Beer Clampitt Francies One Love | 3:47     |  |
| 12.                   | «Reckless»                                | Beer Clampitt Dussolliet Sommers                                         | Beer Clampitt One Love          | 3:23     |  |
| 13.                   | «Silence Between Songs»                   | Beer Clampitt Dussolliet Sommers                                         | Beer Clampitt One Love          | 2:29     |  |
| 14.                   | «King of Everything»                      | Beer Clampitt Dussolliet Lowell Boland Sommers                           | Beer Clampitt One Love          | 4:28     |  |
| 44:39                 |                                           |                                                                          |                                 |          |  |

Notas
- «Showed Me (How I Fell in Love with You)» contiene una interpolación de la versión de The Turtles de «You Showed Me», escrita por Harold Eugene Clark y James Roger McGuinn e interpretada originalmente por The Byrds.[13]